# Майдаковский завод
Майдаковский завод — литейно-механическое производство в селе Майдаково Ивановской области. Основан в 1873 году.

## История
В 1873 году купцом Иваном Фёдоровичем Лепахиным на реке Люлех между селом Майдаково и деревней Тёплово был основан синькалевый завод. В 1875 году предприятие перешло в собственность его брата, Семёна Фёдоровича Лепахина, который наладил литейное производство и механическую обработку чугунного литья. В 1890 году было построено деревянное помещение с вагранкой, подача воздуха для которой осуществлялась сначала вручную, а затем приводом конной тяги.
В 1903 году к литейному помещению соорудили деревянную пристройку для механической обработки литья. В этот период завод производил запчасти для ткацких станков системы «Платт». В 1905 году штат завода состоял из 320 человек. В этом же году была построена мастерская для сборки ткацких станков, производством которых завод занимался до 1914 года. В 1915 году предприятие было продано купцу Шорину из села Васильевского. В этом же году на заводе произошёл крупный пожар. В 1918 году завод был остановлен из-за отсутствия сырья.
В 1924 году в селе Майдаково было организовано потребительское общество, члены которого решили восстановить работу завода. В 1925 году было запущено производство чугунного литья, в 1928 году — построена новая электростанция. В этот период оборудование было модернизировано, были освоены и внедрены новые для завода технологии литья и обработки металла.
В годы Великой Отечественной войны завод выпускал запасные части и корпуса для артиллерийских снарядов.
В 1952 году были построены новые производственные корпуса, закуплены металлорежущие станки. В 1957 году был введён в эксплуатацию цех холодной штамповки и участок стального литья. Основной продукцией завода в этот период были запчасти для ткацких станков.
С 1987 по 1995 год Майдаковский завод входил в состав ПО «Подольскшвеймаш». В этот период на заводе производились комплектующие для бытовых и промышленных швейных машин.
С 2008 по 2010 год выручка предприятия снизилась на 12 %, компания была отнесена к категории проблемных.
В 2012 году на предприятии была установлена безопочная автоматическая формовочная линия, было освоено производство изделий из высокопрочного чугуна.
В 2018 году Майдаковский завод входил в число ключевых машиностроительных предприятий Ивановской области. В 2019 годы было модернизировано оборудование механического цеха, освоено термическое оксидирование (воронение).